# ジャック・ラジスケ
ジャック・ラジスケ（Jacques Lagisquet、1903年 - ）はフランス人建築家、都市計画家。
ニース出身。主にインドシナで活躍。

## 経歴
DPLGを取得し、アンナの市民の建物のサービスに建築家・アシスタント・公共事業として働くために、1929年にフランスを去りインドシナへ。 6年後1935年10月にはフランス極東学院 (EFEO) に出向。 その後、チャム博物館トゥーランの手配の仕事で働き、建築の専門家が不足していたアンコール遺跡群のサービスのインスペクターと学芸員に任命される。その後博物館タインホアを計画開発に参加。この他バン・ド・サーブル住区などを手がける。
1942年にはアンコールでモーリスグレーズ改修を意図したEFEO終身委員に任命されたが、1945年3月までダラットで仕事を続けていく。
1946年7月まで、ダラットに戻った後、インドシナ、コーチンセクターの歴史的建造物の保全をリードしてサイゴンに渡る。
その後、プノンペンの仏教協会の事務局長代行から1947年に博物館アルバートサローの学芸員に任命された。
1948年6月、公共事業のコンサルタントとしてEFEOダラット運営に参画している。